# 귀인 조씨 (인조)
귀인 조씨(貴人 趙氏, ? ~ 1651년 음력 12월 14일(1652년 1월 24일))는 조선의 인조의 첩이다. 본관은 순창(淳昌)이다.

## 생애

### 입궁
조기(趙琦)의 딸이며, 어머니의 이름은 한옥(漢玉)이다.
1630년(인조 8년) 김두남(金斗南)의 서녀와 여시(女侍)로서 뽑혔는데, 예로써 뽑은 것이 아니라 부정한 인연으로 입궁한 것이라 하여 행 부호군 이명준(李命俊)의 탄핵을 받았다. 이때 외간에 전파된 말에 따르면 조기의 딸이 임금에게 가장 총애를 받았는데 그녀는 정백창이 진납한 사람임을 모르는 이가 없었다고 한다. 정백창은 인열왕후의 형부로서, 조씨의 입궁은 인열왕후의 뜻과 무관하지 않은 것으로 보인다.

### 후궁 시절
1637년 12월 종4품 숙원(淑媛) 1638년(인조 16년) 정4품 소원(昭媛), 1640년(인조 18년) 정3품 소용(昭容), 1645년(인조 23년) 정2품 소의(昭儀)를 거쳐 1649년(인조 27년) 종1품 귀인(貴人)에 책봉되었다. 소의에 책봉될 무렵 그녀는 인조의 총애를 한 몸에 받았으며, 이로 인해 장렬왕후와 인조의 또다른 후궁인 귀인 장씨를 포함한 다른 후궁들은 인조의 사랑을 받지 못했다. 그녀는 성품이 매우 응큼하고 간사하며, 그녀의 눈에 거슬리는 자가 있으면 왕 앞에서 자주 모함하여 궁궐 안에서도 그녀를 매우 두려워하였는데 소현세자의 아내인 민회빈 강씨를 유독 미워하였다.

### 소현세자 부부와의 갈등
그녀는 특히 소용 시절 밤낮으로 인조의 앞에서 세자와 세자빈을 헐뜯고, 세자 내외에게 누명을 씌우는 등 항상 둘을 모함하기 일쑤였다. 실록에서는 그녀와 소현세자의 죽음과의 관계를 직접적으로 언급하고 있지는 않으나, 소현세자의 부검 결과와 함께 그녀가 평소 소현세자 내외를 모함하던 모습을 한 기사에 함께 적고 있다. 훗날 세자빈 강씨는 귀인 조씨에 의해 소현세자를 독살하고, 나아가 인조까지 독살하려 했다는 무고를 받아 사사되었다. 그밖에도 소현세자에게 침을 놓았던 주치의 이형익이 조씨의 외가에 자주 왕래하는 바람에 조씨의 생모 한옥과 추잡한 소문이 돌았다는 기록도 있다.

### 최후
그 외에도 그녀는 평소에 인조와 계비 장렬왕후도 이간질하여 서로 별거케 만들었다는 소문이 떠돌기도 하였고, 결국 1651년(효종 2년) 음력 11월 23일 그녀가 사돈 김자점과 함께 장렬왕후와 영풍군부인 신씨를 저주한 사건이 밝혀져 관련자들이 처형당했다(김자점의 옥). 당시 이 사건에는 귀인 조씨의 딸인 효명옹주와 그 여종도 관련이 되어 조정에서는 귀인 조씨와 효명옹주를 모두 치죄할 것을 요청했으나, 효종은 효명옹주에게는 별다른 죄를 묻지 않고 효명옹주의 남편인 김세룡만 국문하고, 귀인 조씨만 사약을 통해 자결케 하였다. 이 때가 1651년 음력 12월 14일이다. 이듬해 1652년(효종 3년)에는 조씨의 생모 한옥도 이미 사망했으나, 이 사건에 연루되어 처벌받았다. 그녀를 폐서인(廢庶人)시켜야 한다는 상소가 빗발쳤지만, 효종은 부왕 인조가 그녀를 총애하던 것을 생각하여 자진케 하되 작호를 폐하지 않았고 장례도 종1품 귀인(貴人)으로서의 제도에 맞게 예장으로 치르도록 하였다.
조씨는 인조와의 사이에서 2남 1녀를 낳았다.

## 가족 관계
- 아버지 : 조기(趙琦, 1574 ~ ? )
- 어머니 : 한옥(漢玉, ? ~ 1652)

- 남편 : 인조(仁祖, 1595 ~ 1649)
  - 딸 : 효명옹주(孝明翁主, 1638 ~ 1700) - 안동 김씨 낙성위(洛城尉) 김세룡과 혼인
  - 장남 : 숭선군 징(崇善君, 1639 ~ 1690) - 영풍군부인(永豊郡夫人) 평산 신씨(신익전의 딸)와 혼인
    - 손자 : 동평군 항 (東平君 杭, 1660 ~ 1701)
    - 손자 : 동성정 강(東城都正 棡)

  - 차남 : 낙선군 숙(樂善君, 1641 ~ 1695) - 동원군부인(東原郡夫人) 강릉 김씨(김득원의 딸)와 혼인

## 귀인 조씨가 등장하는 작품

### 드라마
- 《대명》 (KBS, 1981, 배우 : 권기선)
- 《마의》 (MBC, 2012, 배우 : 서현진)
- 《궁중잔혹사 꽃들의 전쟁》 (JTBC, 2013, 배우 : 이채미 → 김현주)
- 《화정》 (MBC, 2015, 배우 : 김민서)
- 《연인》 (MBC, 2023, 배우 : 소유진)

### 영화
- 《올빼미》 (영화, 2022, 배우 : 안은진)

### 소설
- 《소설 조귀인》 (2012, 작가 : 박영주)